# تاس‌ماهی آمودریا
تاس‌ماهی آمودریا (نام علمی: Pseudoscaphirhynchus kaufmanni) نام یک گونه از تیره ماهیان خاویاری است.